# Nicky Wroe
Nicholas Wroe (Sheffield, Inglaterra, 22 de septiembre de 1985), futbolista inglés. Juega de volante y su actual equipo es el Preston North End de la Football League One de Inglaterra. 

## Palmarés
| Título                        | Club              | Año  |
| ----------------------------- | ----------------- | ---- |
| Supercopa de los Países Bajos | Ajax de Ámsterdam | 2021 |